# Langenstein, Perg
Langenstein là một đô thị thuộc huyện Perg thuộc bang Oberösterreich, Áo. Đô thị Langenstein, Perg có diện tích 12,5 km², dân số thời điểm năm 2006 là 2677 người.